# O Amor Me Escolheu
| Críticas profissionais | Críticas profissionais |
| Avaliações da crítica  | Avaliações da crítica  |
| Fonte                  | Avaliação              |
| ---------------------- | ---------------------- |
| allmusic               | [ 1 ]                  |

O Amor Me Escolheu é o quarto álbum de estúdio do cantor brasileiro Paulo Ricardo, vocalista da banda RPM, lançado em 1997. Este disco foi premiado com Disco de Platina pela ABPD pelas mais de 250 mil cópias vendidas no Brasil.

## Faixas
1. "E não vou mais deixar você tão só" (Antônio Marcos)
2. "Amor em Vão" (Herbert Vianna; Paulo Ricardo)
3. "Só me fez Bem" (Edu Lobo; Vinicius de Morais)
4. "Que Pena (Ela já não gosta mais de mim)" (Jorge Ben Jor) (part. Fernanda Abreu)
5. "O Amor me Escolheu" (Adriana Calcanhoto)
6. "Tudo por Nada (My Heart Can't Tell You No)" (S.Climie; D.Morgan)
7. "Depende" (Abel Silva; Fagner)
8. "Dois" (Michael Sullivan; Paulo Ricardo)
9. "De novo" (George Israel; Paulo Ricardo)
10. "Não Identificado" (Caetano Veloso)
11. "Felicidade (Love of My Life)" (Freddy Mercury Versão: Paulo Ricardo)
12. "Você é a Canção" (José Miguel Wisnik)
13. "Lilás" (Djavan)
14. "Cuando te vas" (Bonus track) (Freddie Mercury; Sandra Baylac; Sebastián Schon)

## Certificações
| Brasil (ABPD)                             | Platina | 1998 | 250.000* |
| *número de vendas baseado na certificação |         |      |          |